# متالیکا: از ازل تا ابد
متالیکا: از ازل تا ابد (انگلیسی: Metallica: Through the Never) یک فیلم موزیکال آمریکایی محصول سال ۲۰۱۳ است که در آن گروه هوی متال آمریکایی متالیکا حضور دارد. اسم فیلم از آهنگ "متالیکا (آلبوم)" از آلبوم خود گروه در سال ۱۹۹۱ گرفته شده‌است. این فیلم ماجراهای سورئال تریپ جوان (دین دی‌هان) را دنبال می‌کند.
این فیلم عمدتاً نقدهای مثبتی از سوی منتقدان دریافت کرد، اما یک بمب گیشه بود که تنها ۳۱٫۹ میلیون دلار در مقابل بودجه ۳۲ میلیون دلاری فروخت.

## داستان
فیلم داستان پشت صحنهٔ یک گروه بزرگ موسیقی متال را بازگو می‌کند. جوانی به نام تریپ در حین اجرای یک کنسرت بزرگ موسیقی به مأموریتی فرستاده می‌شود که ناگهان در خیابان با انبوهی از اتفاقات غیرقابل پیش‌بینی روبرو می‌شود و…

## بازخوردها
این فیلم در سایت نظر سنجی راتن تومیتوز دارای ۸۰ درصد امتیاز می‌باشد.

### گیشه
علیرغم تمجید منتقدان و محبوبیت زیاد گروه، این فیلم یک شکست تجاری بود و تنها ۳.۴ میلیون دلار در داخل کشور فروخت.
در سال ۲۰۱۵، هتفیلد نارضایتی خود را از شکست مالی فیلم ابراز کرد و کل این تجربه را «تلخ شیرین» توصیف کرد.